# 텔아비브구
텔아비브구(히브리어: מחוז תל אביב, 아랍어: منطقة تل أبيب)는 이스라엘을 구성하는 6개 행정구 가운데 하나로, 행정 중심지는 텔아비브이며 인구는 1,388,400 명(2016년 기준), 면적은 186 km2이다. 텔아비브구 인구 가운데 99.0%는 유대인이며 1.0%는 아랍인이다. 이스라엘의 행정구 가운데 면적이 가장 작고 인구가 가장 많은 지역이기도 하다.

## 같이 보기
- 이스라엘의 구
- 이스라엘의 도시 목록